# Лінн Відалі
Лінн Відалі (англ. Lynn Vidali, 26 травня 1952) — американська плавчиня.
Призерка Олімпійських Ігор 1968, 1972 років.